# هواومسا
هواومسا (بالكورية: 화엄사 / وحرفياً: معبد إكليل الزهور) هو معبد رئيسي لطائفة جوغيو في البوذية الكورية. يقع المعبد في جبل جري في ماسان ميون في محافظة غري في مقاطعة جولا الجنوبية في كوريا الجنوبية. بُني المعبد في شلا في سنة 544 واحترق خلال الغزو الياباني لكوريا في القرن السادس عشر وأعيد بناؤه لاحقاً.
بالمعبد أربع كنوز وطنية لكوريا الجنوبية وهي قاعة غاكهوانغجون، والفانوس الحجري القديم، وباغودا الأسود الأربعة الحجرية، وباغودا الأسد أمام قاعة وونتونغجون.

## معرض الصور

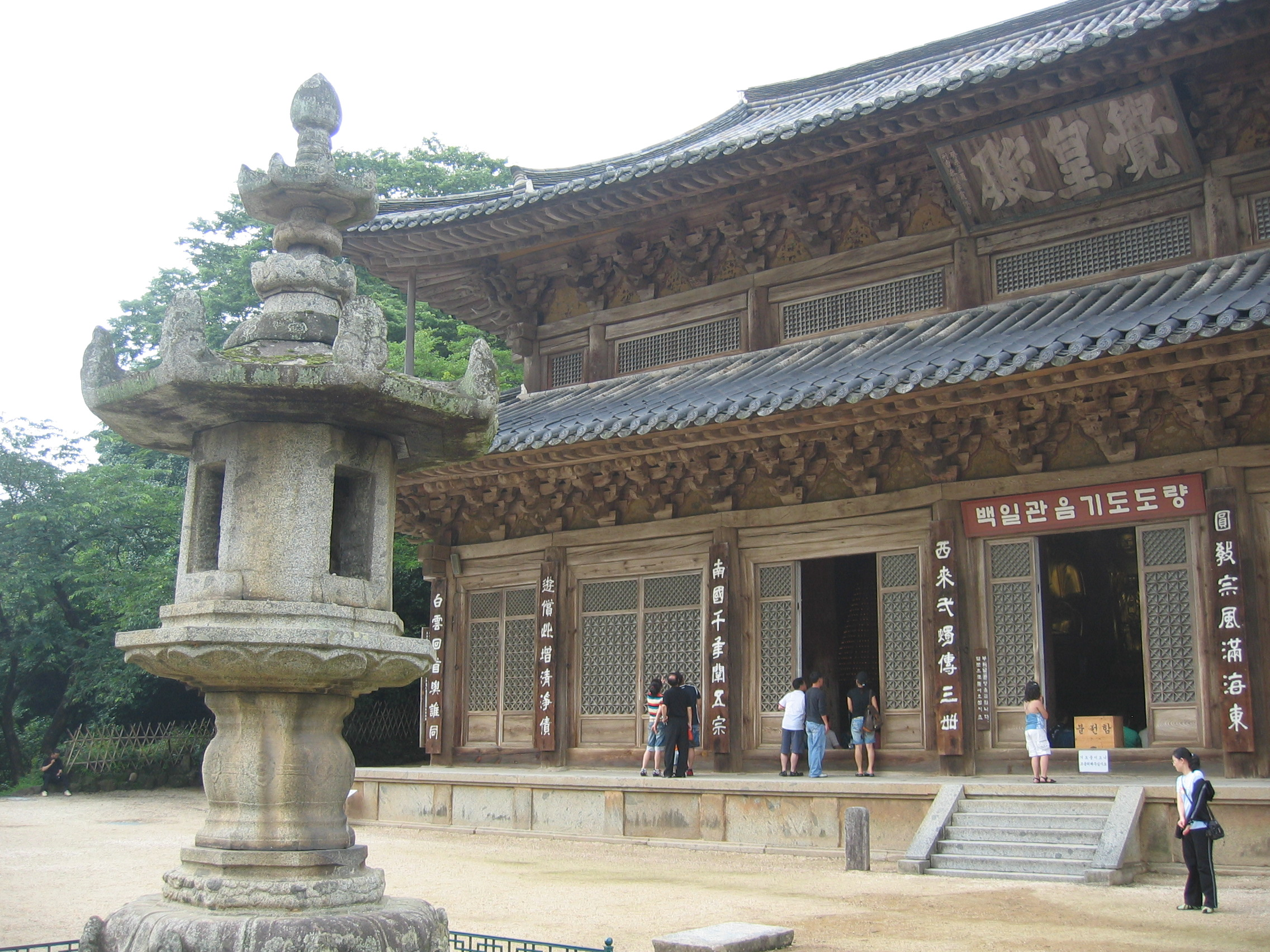
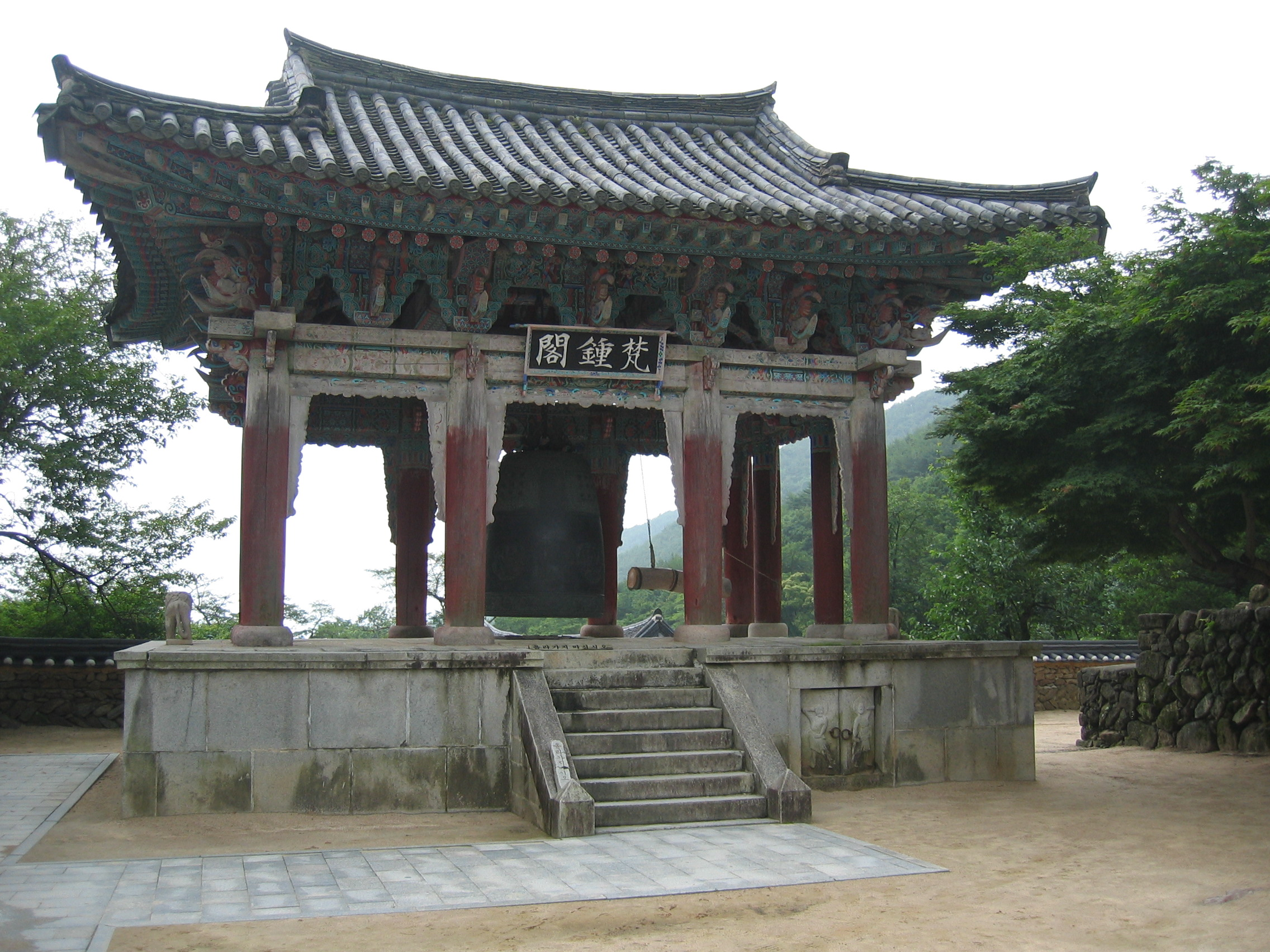
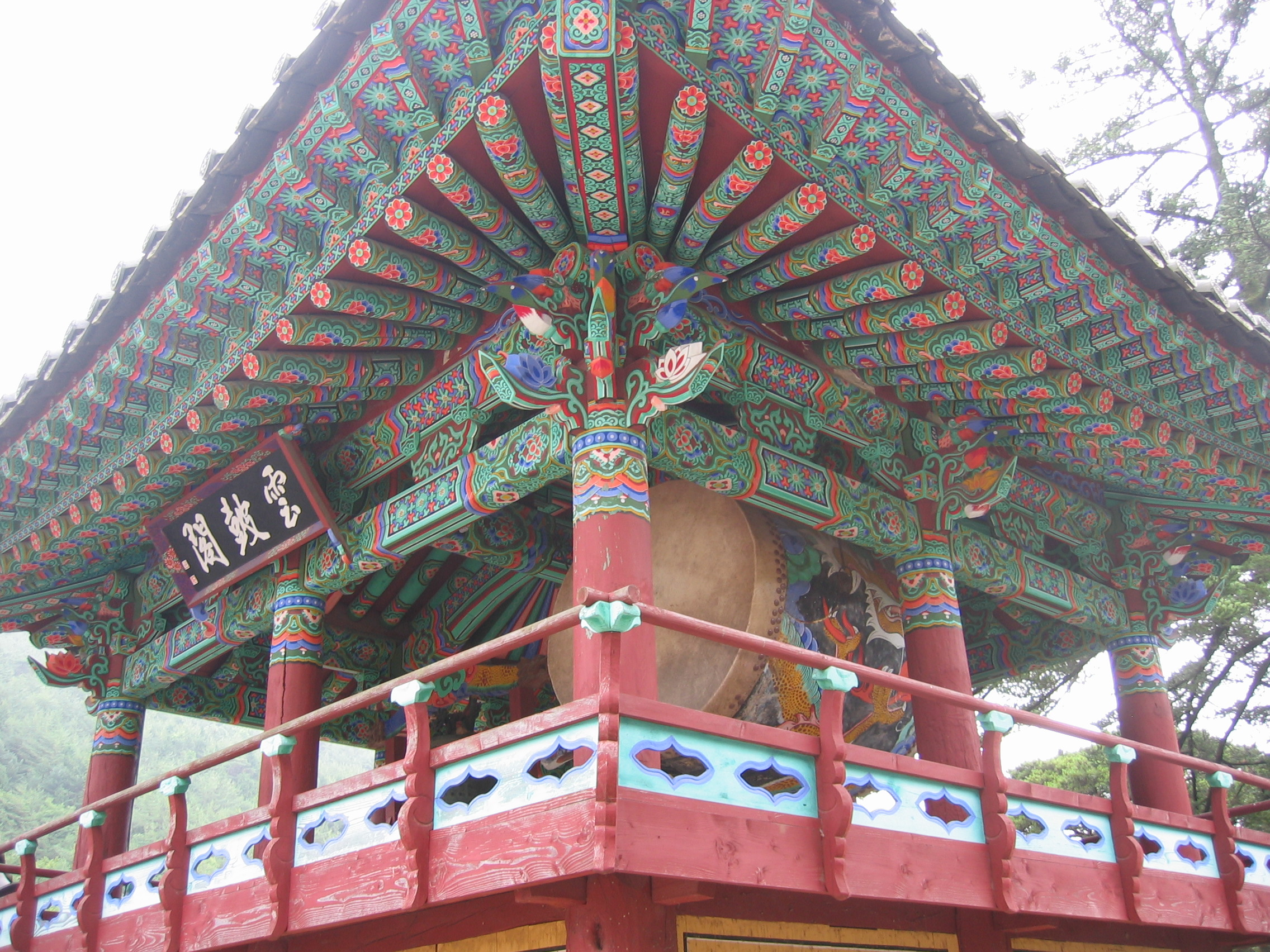
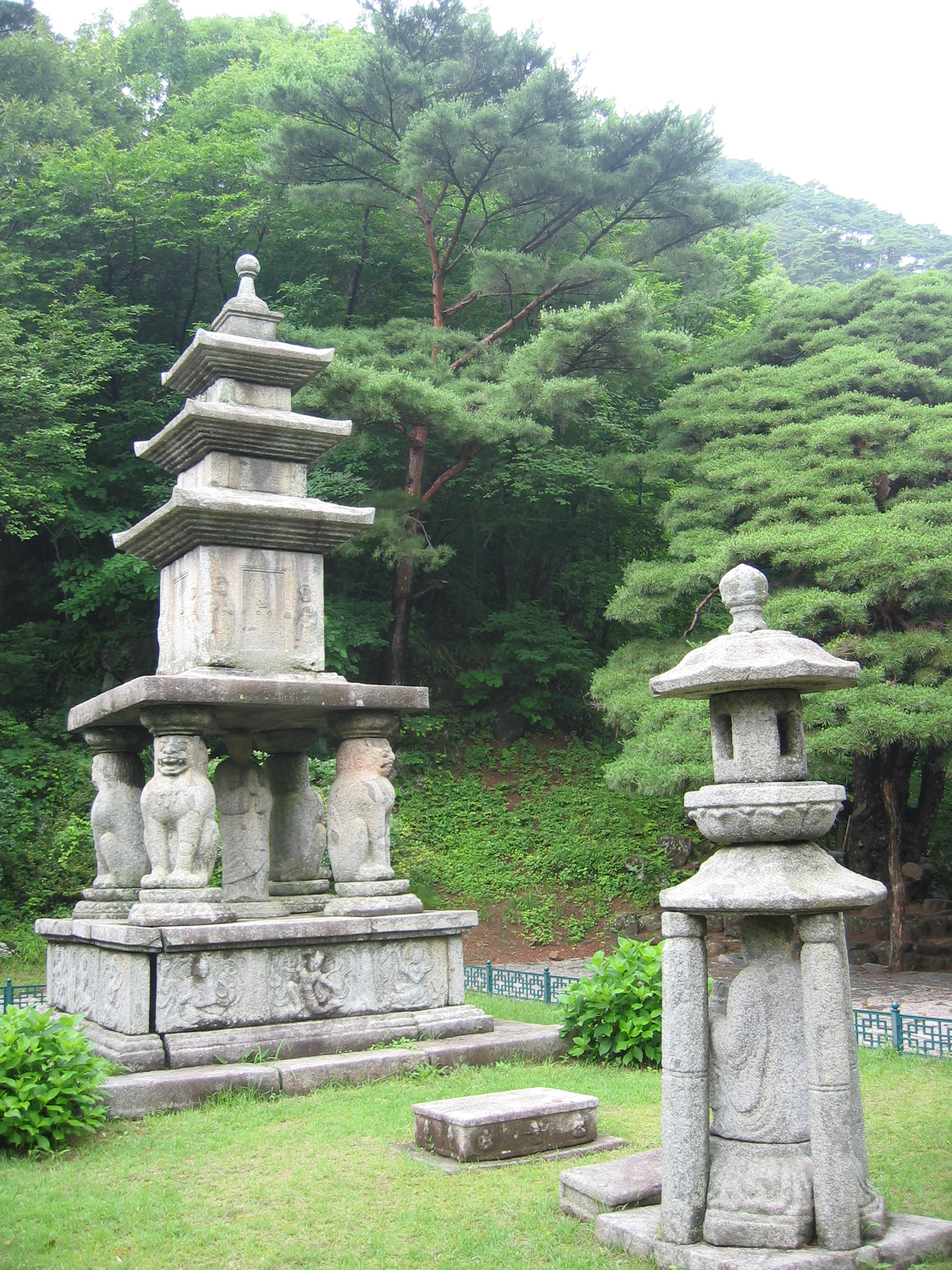